# غاردن سيتي بارك (نيويورك)
غاردن سيتي بارك (بالإنجليزية: Garden City Park CDP, New York)‏ هي مدينة تقع بولاية نيويورك في الولايات المتحدة. تبلغ مساحتها 5.5 كم2، وترتفع عن سطح البحر 32 م، بلغ عدد سكانها 7,806 نسمة في عام 2010 حسب إحصاء مكتب تعداد الولايات المتحدة وتصل الكثافة السكانية فيها 1,419.3 نسمة لكل كيلومتر مربع (3,676.0/ميل2).

## التركيبة السكانية
حدّد مكتب تعداد الولايات المتحدة بيانات التركيبة السكانية لغاردن سيتي بارك في تعداد الولايات المتحدة. في ما يلي، التركيبة السكانية حسب تعدادي 2000 و2010.

### تعداد عام 2000
بلغ عدد سكان غاردن سيتي بارك 7,554 نسمة بحسب تعداد عام 2000، وبلغ عدد الأسر 2,508 أسرة وعدد العائلات 1,993 عائلة مقيمة في المدينة. في حين سجلت الكثافة السكانية 1,373.5 نسمة لكل كيلومتر مربع (3,557.3/ميل2). وبلغ عدد الوحدات السكنية 2,548 وحدة بمتوسط كثافة قدره 463.3 لكل كيلومتر مربع (1,199.9/ميل2).
وتوزع التركيب العرقي للمدينة بنسبة 70.20% من البيض و4.21% من الأمريكيين الأفارقة و0.28% من الأمريكيين الأصليين و20.49% من الأمريكيين ذوي الأصول الآسيوية و0.03% من سكان جزر المحيط الهادئ و2.13% من الأعراق الأخرى و2.66% من عرقين مختلطين أو أكثر و8.09% من الهسبانيون أو اللاتينيون من أي عرق.
بلغ عدد الأسر 2,508 أسرة كانت نسبة 37.4% منها لديها أطفال تحت سن الثامنة عشر تعيش معهم، وبلغت نسبة الأزواج القاطنين مع بعضهم البعض 66.3% من أصل المجموع الكلي للأسر، ونسبة 9.9% من الأسر كان لديها معيلات من الإناث دون وجود شريك،  بينما كانت نسبة 3.3% من الأسر لديها معيلون من الذكور دون وجود شريكة وكانت نسبة 20.5% من غير العائلات. تألفت نسبة 18.2% من أصل جميع الأسر من عدة أفراد يعيشون في نفس المنزل ونسبة 12.8% كانت تتألف من شخص يعيش بمفرده يبلغ من العمر 65 عاماً أو أكثر. وبلغ متوسط حجم الأسرة المعيشية 3.01، أما متوسط حجم العائلات فبلغ 3.43.
بلغ العمر الوسطي للسكان 41.0 عاماً. وكانت نسبة 22.4% من القاطنين تحت سن الثامنة عشر، وكانت نسبة 7.5% بين الثامنة عشر والرابعة والعشرين عاماً، ونسبة 26.3% كانت واقعةً في الفئة العمرية ما بين الخامسة والعشرين والرابعة والأربعين عاماً، ونسبة 24.8% كانت ما بين الخامسة والأربعين والرابعة والستين، ونسبة 19% كانت ضمن فئة الخامسة والستين عاماً فما فوق. يوجد لكل 100 أنثى 92.5 ذكر، ويوجد لكل 100 أنثى في الثامنة عشر من عمرها فما فوق 88.1 ذكر.
بلغ متوسط دخل الأسرة في المدينة 74,746 دولارًا، أما متوسط دخل العائلة فبلغ 81,580 دولارًا. وكان متوسط دخل الذكور 47,234 دولارًا مقابل 38,580 دولارًا للإناث. وسجل دخل الفرد الخاص بالمدينة 29,250 دولارًا. وكانت نسبة 0.4% من العائلات ونسبة 1% من السكان تحت خط الفقر، وكان من هؤلاء نسبة 0.3% تحت سن الثامنة عشر ونسبة 2.2% في الخامسة والستين من العمر وما فوق.

### تعداد عام 2010
بلغ عدد سكان غاردن سيتي بارك 7,806 نسمة بحسب تعداد عام 2010، وبلغ عدد الأسر 2,533 أسرة وعدد العائلات 2,026 عائلة مقيمة في المدينة. في حين سجلت الكثافة السكانية 1,419.3 نسمة لكل كيلومتر مربع (3,676.0/ميل2). وبلغ عدد الوحدات السكنية 2,603 وحدة بمتوسط كثافة قدره 473.3 لكل كيلومتر مربع (1,225.8/ميل2).
وتوزع التركيب العرقي للمدينة بنسبة 56.42% من البيض و3.75% من الأمريكيين الأفارقة و0.29% من الأمريكيين الأصليين و33.13% من الأمريكيين ذوي الأصول الآسيوية و3.83% من الأعراق الأخرى و2.57% من عرقين مختلطين أو أكثر و12.07% من الهسبانيون أو اللاتينيون من أي عرق.
بلغ عدد الأسر 2,533 أسرة كانت نسبة 36.8% منها لديها أطفال تحت سن الثامنة عشر تعيش معهم، وبلغت نسبة الأزواج القاطنين مع بعضهم البعض 66.1% من أصل المجموع الكلي للأسر، ونسبة 9.7% من الأسر كان لديها معيلات من الإناث دون وجود شريك،  بينما كانت نسبة 4.2% من الأسر لديها معيلون من الذكور دون وجود شريكة وكانت نسبة 20% من غير العائلات. تألفت نسبة 17.2% من أصل جميع الأسر من عدة أفراد يعيشون في نفس المنزل ونسبة 11.8% كانت تتألف من شخص يعيش بمفرده يبلغ من العمر 65 عاماً أو أكثر. وبلغ متوسط حجم الأسرة المعيشية 3.08، أما متوسط حجم العائلات فبلغ 3.47.
بلغ العمر الوسطي للسكان 43.2 عاماً. وكانت نسبة 21.4% من القاطنين تحت سن الثامنة عشر، وكانت نسبة 7.9% بين الثامنة عشر والرابعة والعشرين عاماً، ونسبة 23% كانت واقعةً في الفئة العمرية ما بين الخامسة والعشرين والرابعة والأربعين عاماً، ونسبة 29.7% كانت ما بين الخامسة والأربعين والرابعة والستين، ونسبة 18% كانت ضمن فئة الخامسة والستين عاماً فما فوق. وتوزع التركيب الجنسي للسكان بنسبة 48.4% ذكور و51.6% إناث.